# Rajd Złote Piaski 1973
Rajd Złote Piaski 1973 (4. Rally Zlatni Piassatzi) – 4. edycja rajdu samochodowego Rajd Bułgarii rozgrywanego w Bułgarii. Rozgrywany był od 21 do 24 czerwca 1973 roku. Była to trzynasta runda Rajdowych Mistrzostw Europy w roku 1973 oraz pierwsza runda Rajdowego Pucharu Pokoju i Przyjaźni w roku 1973.

## Klasyfikacja rajdu
| Miejsce                      | Kierowca                     | Pilot                        | Samochód                     | Czas                         | Strata                       |                              |
| Klasyfikacja generalna i ERC | Klasyfikacja generalna i ERC | Klasyfikacja generalna i ERC | Klasyfikacja generalna i ERC | Klasyfikacja generalna i ERC | Klasyfikacja generalna i ERC | Klasyfikacja generalna i ERC |
| ---------------------------- | ---------------------------- | ---------------------------- | ---------------------------- | ---------------------------- | ---------------------------- | ---------------------------- |
| 1.                           | Sergio Barbasio              | Gino Macaluso                | Fiat 124 Abarth Rallye       | 2:11:02                      | 0.0                          |                              |
| 2.                           | Simo Lampinen                | Piero Sodano                 | Lancia Fulvia 1.6 Coupé HF   | 2:17:01                      | +5:58                        |                              |
| 3.                           | Attila Ferjáncz              | Jenő Zsembery                | Renault 12 Gordini           | 2:36:25                      | +25:22                       |                              |
| 4.                           | Yordan Toplodolski           | Vladimir Iliev               | Renault 12 Gordini           | 2:43:06                      | +32:03                       |                              |
| 5.                           | Ilija Bonev                  | Zlati Zlatev                 | BMW 2002 Ti                  | 2:47:11                      | +36:08                       |                              |
| 6.                           | Vladimir Bubnov              | Anatoliy Pechenkin           | Moskvich 412                 | 2:50:53                      | +39:50                       |                              |
| 7.                           | Krzysztof Komornicki         | Błażej Krupa                 | Polski Fiat 125p 1500        | 2:52:43                      | +41:40                       |                              |
| 8.                           | Yakov Agishev                | Mikhail Titov                | Moskvich 412                 | 2:59:09                      | +48:06                       |                              |
| 9.                           | Karlfried Weigert            | Bernhard Malsch              | Wartburg 353                 | 3:02:12                      | +51:09                       |                              |
| 10.                          | Marian Bień                  | Janusz Wojtyna               | Polski Fiat 125p 1500        | 3:02:55                      | +51:53                       |                              |
| Klasyfikacja CoPaF           |                              |                              |                              |                              |                              |                              |
| 1.                           | Attila Ferjáncz              | Jenő Zsembery                | Renault 12 Gordini           | 1:17:01                      | 0.00                         |                              |
| 2.                           | Yordan Toplodolski           | Vladimir Iliev               | Renault 12 Gordini           | 1:17:44                      | +43                          |                              |
| 3.                           | Dorin Motoc                  | Cornel Motoc                 | Renault 12 Gordini           | 1:21:43                      | +4:42                        |                              |
| 4.                           | Vladimir Bubnov              | Anatoliy Pechenkin           | Moskvich 412                 | 1:24:35                      | +7:34                        |                              |
| 5.                           | Radoslav Petkov              | Kostadin Gurlev              | Alpine-Renault A110 1100     | 1:24:54                      | +7:53                        |                              |
| 6.                           | Ilija Bonev                  | Zlati Zlatev                 | BMW 2002 Ti                  | 1:25:12                      | +8:11                        |                              |
| 7.                           | Horst Graef                  | Nicolae Kurtov               | Renault 12 Gordini           | 1:26:03                      | +9:02                        |                              |
| 8.                           | Krzysztof Komornicki         | Błażej Krupa                 | Polski Fiat 125p 1500        | 2:52:43                      | +41:40                       |                              |